# Melanio Báez
Melanio Báez (fl. XX secolo) è stato un calciatore paraguaiano, di ruolo centrocampista.

## Carriera
Prese parte con la Nazionale paraguaiana ai Mondiali del 1950.